# Emergència sanitària de preocupació internacional
Una emergència de salut pública de preocupació internacional (PHEIC, de l'anglès public health emergency of international concern) és una declaració formal de l'Organització Mundial de la Salut (OMS) d'«un esdeveniment extraordinari que està determinat a constituir un risc per a la salut pública per a altres estats mitjançant la propagació internacional de malalties i que requereixi una potencial resposta internacional coordinada», formulada quan es presenta una situació "greu, sobtada, inusual o inesperada", que "comporta implicacions per a la salut pública més enllà de la frontera nacional de l'Estat afectat" i "pot requerir una acció internacional immediata". En virtut del Reglament de salut internacional (IHR) de 2005, els estats tenen el deure legal de respondre amb promptitud a una PHEIC.
La declaració es fa pública per un Comitè d'Emergència (CE) format per experts internacionals que operen en el IHR (2005),que es va desenvolupar després de l'esclat de la SARS de 2002/2003.
Des de 2009 hi ha hagut sis declaracions PHEIC: la pandèmia H1N1 (o grip porcina) 2009, la declaració de poliomielitis 2014, el brot d'Ebola a l'Àfrica de l'oest de 2014, el brot del virus Zika a Amèrica (2015-2016), el brot d'Ebola de Kivu 2018–20, i la pandèmia per coronavirus de 2019-2020. Les recomanacions són temporals i requereixen revisions cada tres mesos.
La SARS, la verola, la poliomielitis de tipus salvatge i qualsevol nou subtipus de grip humana són automàticament PHEIC i, per tant, no requereixen una decisió de l'IHR per declarar-se com a tal.
Una PHEIC no es limita només a malalties infeccioses, pot cobrir una emergència causada per un agent químic o per contaminació radioactiva. En qualsevol cas, dins del seu àmbit, és una mesura de "crida a l'acció" i "últim recurs".
La majoria d'epidèmies i/o emergències que criden l'atenció del públic no compleixen els criteris per invocar una PHEIC. Els CE no van ser ni tan sols convocades per l'epidèmia del còlera d'Haití, l'ús d'armes químiques a Síria o l'accident nuclear de Fukushima I, per exemple.